# Welcome-Backpakket
Het Welcome-Backpakket (Engels: Welcome-Back package) is een pakket voor alle PlayStation 3- en PSP-gebruikers die voor 21 april hun PlayStation Network-account hebben geregistreerd. Het is bedoeld als compensatie voor de tijd dat het PlayStation Network offline was. In het pakket zaten 5 spellen (4 voor PSP) waarvan er twee gekozen mochten worden en 30 dagen gratis PlayStation Plus. Leden van PlayStation Plus kregen 60 dagen gratis.

## PlayStation 3
De lijst van downloadbare spellen voor de PlayStation 3:
- inFamous
- Dead Nation
- LittleBigPlanet
- Ratchet & Clank: Quest for Booty
- Wipeout HD + Fury

## PlayStation Portable
De lijst van downloadbare spellen voor de PlayStation Portable:
- LittleBigPlanet
- Pursuit Force
- Killzone Liberation
- Modnation Racers